# Oddo–Harkins-szabály
Az Oddo–Harkins-szabály egy megfigyelés, mely kimondja, hogy a periódusos rendszerben páros rendszámmal előforduló kémiai elemek egy nagyságrenddel gyakrabban találhatók meg a természetben, mint a páratlanok. A periódusos rendszer két szomszédos eleme közül a páros rendszámú a gyakoribb.
A megfigyelés egy lehetséges magyarázata, hogy a páratlan rendszámú elemekben párosítatlan proton található, így instabilabbak, míg a páros rendszámú elemekben az ellentétes spinű párok ellentételezik egymás hatását, növelve a stabilitást.
Kivétel a szabály alól az egyes rendszámú hidrogén, a legegyszerűbb, és az univerzumban legnagyobb mennyiségben előforduló elem.
A földkéreg felső 17 kilométerének felépítésében 1%-ot meghaladó gyakorisággal 8 elem vesz részt: vas, oxigén, szilícium, magnézium, nikkel, kén, kalcium és alumínium. Ezek az alumínium kivételével mind páros rendszámúak.
| Z− (rendszám) | N = 1 (neutronszám) | Stabil magok száma |
| ------------- | ------------------- | ------------------ |
| páros         | páros               | 160                |
| páros         | páratlan            | 56                 |
| páratlan      | páros               | 50                 |
| páratlan      | páratlan            | 5                  |

## Fordítás
- Ez a szócikk részben vagy egészben az Oddo-Harkins rule című angol Wikipédia-szócikk ezen változatának fordításán alapul.  Az eredeti cikk szerkesztőit annak laptörténete sorolja fel. Ez a jelzés csupán a megfogalmazás eredetét és a szerzői jogokat jelzi, nem szolgál a cikkben szereplő információk forrásmegjelöléseként.